# L'Idiot du palais
L'Idiot du palais est un roman de l'écrivain et réalisateur français Bruno Deniel-Laurent, publié en août 2014 aux Éditions de la Table ronde.

## Résumé du livre
L'Idiot du palais est un roman d'apprentissage dont l'action se déroule à Paris, dans le palais d'un prince issu d'un petit émirat fictif (« L'émirat d'Oukbahr »). Le héros du roman est un jeune Français d'origine serbe, Dušan, qui chargé de pourvoir aux fantasmes du prince d'Oukbahr va être pris sur le fait de ses contradictions.

## Réception
Le premier roman de Bruno Deniel-Laurent, sorti à l'occasion de la rentrée littéraire de 2014, a été l'objet de nombreuses recensions dans la presse. Dans son édition du 4 septembre 2014, Le Figaro littéraire l'a retenu avec neuf autres premiers romans de la rentrée littéraire. La Société des gens de lettres l'a choisi avec quatre autres romans dans le cadre de sa sélection des « nouveaux talents littéraires » de l'année 2014.
L'idiot du Palais a aussi été chroniqué, entre autres, par André Rollin dans le Canard enchaîné, par Pierre Jourde dans Le Nouvel Observateur, par Christian Authier dans L'opinion indépendante, par Gérard Guégan dans Sud Ouest, par Sébastien Lapaque dans Le Figaro littéraire, par Frédéric Saenen dans Le Salon littéraire de Joseph Vebret et par Pierre Maury dans le quotidien belge Le Soir.

## Distinctions
L'idiot du Palais a figuré sur quatre listes de prix :
- « Grand Prix du premier roman » de la Société des gens de lettres
- « Coup de cœur des lycéens » du Prix Prince-Pierre-de-Monaco
- Prix du livre de Mennecy
- « Bourse de la découverte » du Prix Prince-Pierre-de-Monaco[10]